# Schempp-Hirth Mini Nimbus
Dimensions
Le Schempp-Hirth Mini Nimbus est un planeur de classe 15 mètres conçu et fabriqué par Schempp-Hirth à la fin des années 1970.

## Conception et développement
Dans la conception du Mini-Nimbus, Klaus Holighaus a adopté des ailes équipées de volets de courbure du Glasflügel 303 Mosquito et le fuselage du Standard Cirrus. Le nom "Mini Nimbus" a été adopté pour le différencier des grandes ailes des Nimbus. Son premier vol a eu lieu le 18 septembre 1976.
Le Mini-Nimbus a toutes les connexions des commandes de vol automatiques de conception Glasflügel, ce qui offre une sécurité accrue et une facilité lors des remontages.
Le compensateur (trim), lui, est relié au volet de courbure, c'est-à-dire que lorsqu'on change le degré de volet la compensation du trim évolue pour garder le même trim.

### Variantes
Basé sur le Standard Cirrus, la première variante Mini-Nimbus HS-7 a été conçue avec une profondeur monobloc et les ailes en matériaux composites.
Le trim de la profondeur a été nécessaire pour la certification en Angleterre après les tests de Derek Piggott pour la fédération anglaise de vol à voile ; on a constaté un faible effort de commande de profondeur et des problèmes de trim sur la version HS-7. Une gouverne de profondeur conventionnelle a été utilisée sur le Mini-Nimbus B. La nouvelle gouverne de profondeur est moins sensible aux commandes, ce qui améliore le comportement de l'appareil.
Le Mini-Nimbus C est une version où la masse au décollage est augmentée. En outre, les ailes sont plus légères grâce à la possibilité d'avoir en option les longerons et la peau des ailes en fibre de carbone (à savoir que seuls certains Mini Nimbus C ont des ailes en fibre de carbone, le «C» est souvent considéré comme signifiant «Carbone», ce qui n'est pas exact).
Le Nimbus 2C et le Mini-Nimbus C ont été les deux premiers planeurs fabriqués en fibre de carbone par Schempp-Hirth. L'utilisation de fibres de carbone a sensiblement allégé le Mini-Nimbus en améliorant ses performances de montée et en assurant l'augmentation de la capacité des ballasts et, de plus, a facilité le démontage et le remontage.

### Performance
La finesse du Mini-Nimbus le rendait un peu moins efficace que son concurrent principal l'Alexander Schleicher ASW 20 pour la compétition. Toutefois ses performances supérieures de montée par rapport à ses rivaux expliquent le choix de certains pilotes de compétition internationale, et assurent son succès dans les années 1970.
Une particularité unique du Mini-Nimbus est ses puissants aérofreins couplés au système de volets, qui lui donnent des capacités d'approche très raide. Ceci est un élément important qui permet d'atterrir en campagne ou en compétition avec une plus grande marge de sécurité.

### Production
On a construit 159 exemplaires de cet appareil, dont beaucoup sont encore en service aujourd'hui, et il est recherché par les pilotes désireux d'obtenir le meilleur rendement possible entre performance et coût.